# Парк Ріке
Парк Ріке (груз. რიყის პარკი — піски) — парк в Тбілісі, на лівому березі річки Кури. Зі сходу парк обмежують Підйом Бараташвілі і Винний підйом.
До парку примикає пішохідний міст Миру, що з'єднує його з Старим містом Тбілісі. Недалеко від парку знаходиться і міст Метехі. Парк з'єднаний канатною дорогою з фортецею Нарікала. Завдяки своєму розташуванню парк Ріке дуже популярне місце прогулянок у туристів і жителів міста. У парку Ріке традиційно проходить концерт на День незалежності Грузії.

## Історія
На початку XX століття територія на лівому березі Кури нижче нинішнього моста Бараташвілі між основним руслом річки і її лівим рукавом була островом. У 1920-х роках рукав річки обмілів і висох, але берег залишався низьким і досить часто заливався під час весняних паводків. Коли вода спадала на березі залишалося дуже багато піску та мулу. Звідси і пішла назва цього району — Ріке (піски). Сучасний парк розбитий на цих закріплених пісках.
Ріке — найновіший парк міста, він влаштований в 2010 році. Парк засаджений молодими деревами, які ще не зміцніли, тому в літній час в ньому поки немає характерної для інших парків прохолоди. Парк зроблений в незвичайному, сучасному стилі, в ньому майже немає незаповнених місць. Всі порожні простори зайняті об'єктами інфраструктури, мистецтва або відпочинку. У парку багато дитячих майданчиків з м'яким покриттям, є лабіринти із зелених насаджень, встановлений стенд для занять скелелазінням, майданчик Великих шахів з розмірами фігур близько метра, кілька арт-об'єктів — великий рояль, питний фонтан в стилі кубізму. Увечері всі алеї парку підсвічуються романтичними вогнями, створюючи чарівну атмосферу. У літню половину року в парку щовечора проходить шоу співаючих і танцюючих фонтанів.
У 2002 році в парку за ініціативою і на кошти АТ «Сараджишвілі» був споруджений п'ятиметровий пам'ятник з бронзи відомому грузинському підприємцю і меценату Давиду Сараджишвілі (автор заслужений художник Грузії, проф. Т. Кікалішвілі). У парку встановлено і пам'ятник 40-му президенту США Рональду Рейгану.
Самим спірним об'єктом парку став культурний комплекс у формі двох скляно-сталевих труб, в яких розташовуються концертний зал місткістю 570 осіб і зона для тимчасових виставок.

## Галерея

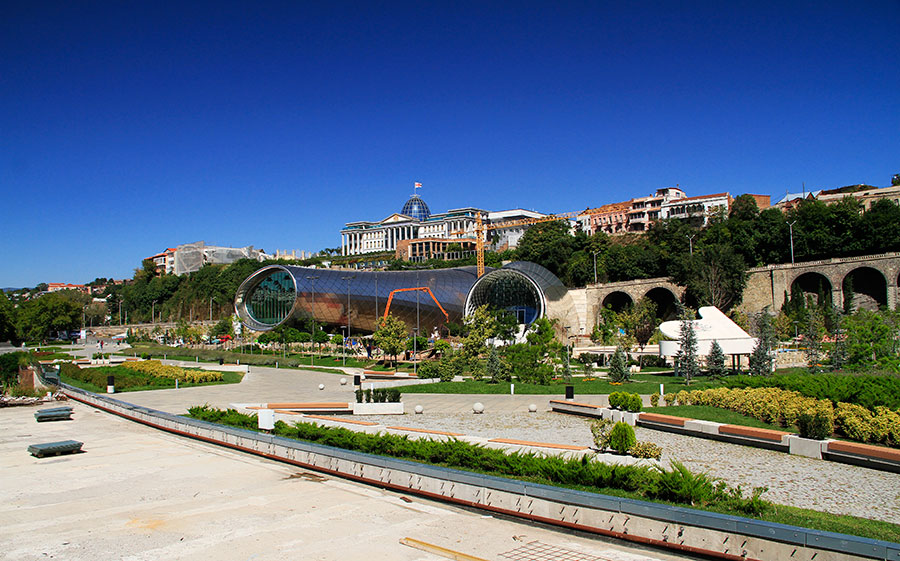
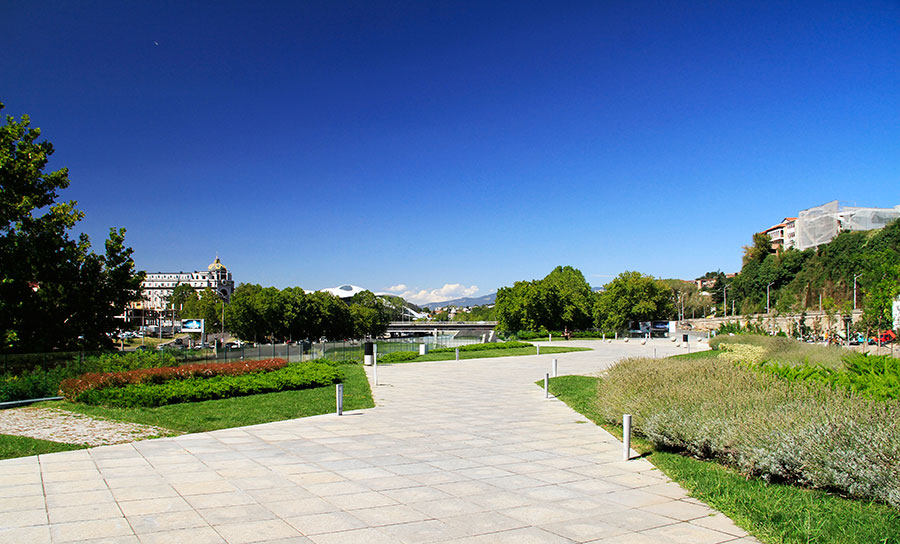
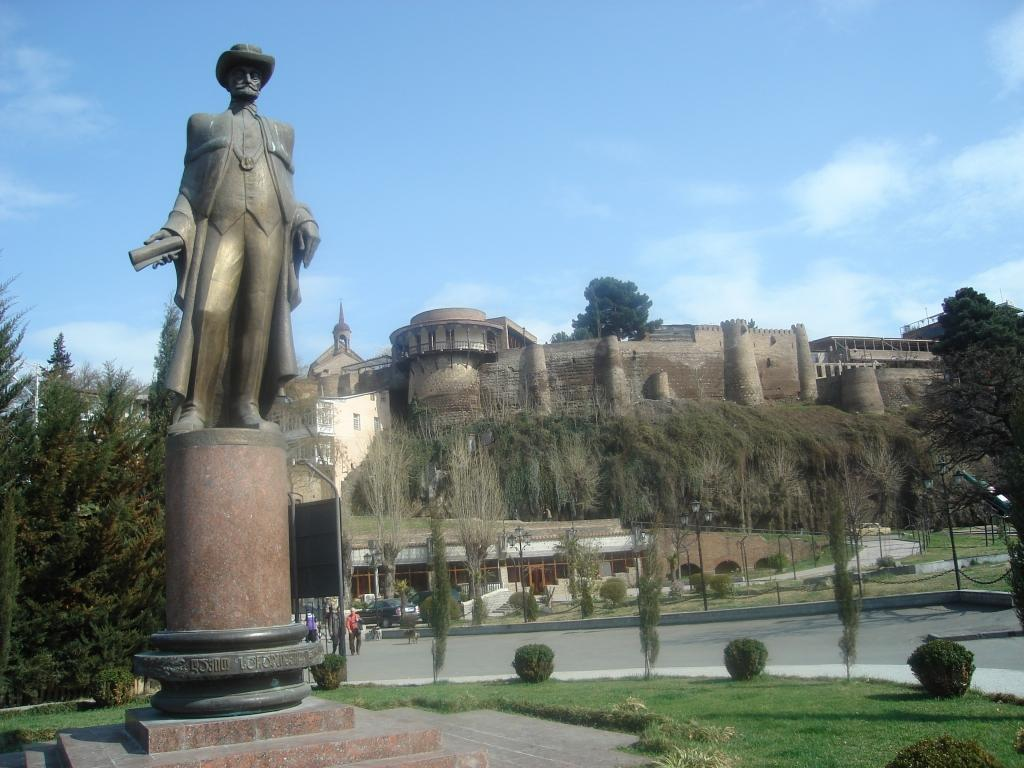

## Дивись також
Парк Ваке • Парк 9 квітня • Парк Вірі • Парк Іраклія II • Тбіліський ботанічний сад